# Teorema de Hurwitz (análisis complejo)
En análisis complejo, un campo de las matemáticas, el teorema de Hurwitz, llamado así por Adolf Hurwitz, expone aproximadamente que, bajo ciertas condiciones, si una sucesión de funciones holomorfas convergen uniformemente a una función holomorfa sobre conjuntos compactos, entonces después de un tiempo esas funciones y la función límite tienen el mismo número de ceros en cualquier disco abierto.
Más precisamente, sea {\displaystyle G} un conjunto abierto en el plano complejo, y considérese una sucesión de funciones holomorfas {\displaystyle (f_{n})} que converge uniformemente sobre subconjuntos compactos de {\displaystyle G} a una función holomorfa {\displaystyle f.} Sea {\displaystyle D(z_{0},r)} un disco abierto de centro {\displaystyle z_{0}} y radio {\displaystyle r} que es contenido en {\displaystyle G} junto con su frontera. asúmase que {\displaystyle f(z)} no tiene ceros sobre la frontera del disco. Entonces, existe un número natural {\displaystyle N} tal que para todo {\displaystyle n} mayor que {\displaystyle N} las funciones {\displaystyle f_{n}} y {\displaystyle f} tienen el mismo número de ceros en {\displaystyle D(z_{0},r).}
La condición de que {\displaystyle f} no tenga ceros sobre la frontera del disco es necesaria. Por ejemplo, considérese el disco unitario, y la sucesión 
{\displaystyle f_{n}(z)=z-1+{\frac {1}{n}}}
para todo {\displaystyle z.} Ésta converge uniformemente a {\displaystyle f(z)=z-1} la cual no tiene ceros dentro del disco, pero cada {\displaystyle f_{n}(z)} tiene exactamente un cero en el disco, que es {\displaystyle 1-1/n.}
Este resultado se cumple más generalmente para conjuntos convexos acotados pero es más usual expresado para discos.
Una consecuencia inmediata de este teorema es el siguiente corolario. Si {\displaystyle G} es un conjunto abierto y una sucesión de funciones holomorfas {\displaystyle (f_{n})} converge uniformemente sobre subconjuntos compactos de {\displaystyle G} a una función holomorfa {\displaystyle f,} y más aún, si {\displaystyle f_{n}} no es cero en ningún punto en {\displaystyle G}, entonces {\displaystyle f} es o bien idénticamente cero o nunca es cero.